# Herodes von Chalkis
Herodes von Chalkis (* um 12 v. Chr.; † 48) war ein Enkel des jüdischen Königs Herodes des Großen. Er regierte von 44 bis 48 n. Chr. das Königreich Chalkis.

## Herkunft
Der Vater des Herodes von Chalkis war der jüdische Prinz Aristobulos, ein Sohn von Herodes dem Großen und dessen zweiter Ehefrau, der makkabäischen Prinzessin Mariamne I. Mariamne († 29 v. Chr.) und ihr Sohn Aristobulos († 7 v. Chr.) wurden beide von Herodes dem Großen (wegen angeblicher ehelicher Untreue bzw. Verwicklung in Umsturzpläne) hingerichtet.
Die Mutter des Herodes von Chalkis und Gattin des unglücklichen Herodes-Sohnes Aristobulos war Berenike, eine Tochter von Salome, der am herodianischen Königshof sehr einflussreichen Schwester Herodes des Großen, und ihres zweiten Ehemannes Kostobaros.
Aus der Ehe von Aristobulos und Berenike gingen außer Herodes von Chalkis auch seine Geschwister Agrippa, Aristobulos, Mariamne und Herodias hervor. Sein Bruder Agrippa wurde später als Herodes Agrippa I. König von Judäa (37–44 n. Chr.).

## Leben
Herodes von Chalkis war in erster Ehe verheiratet mit Mariamne, der Tochter des Joseph und der Olympias. Joseph war der Sohn des 38 v. Chr. im Krieg gefallenen Herodes-Bruders Joseph. Olympias war eine Tochter Herodes des Großen aus seiner Ehe mit der Samaritanerin Malthake. Aus der Ehe des Herodes von Chalkis mit Mariamne ging ein Sohn hervor, der nach seinem Großvater "Aristobulos" genannt wurde. Er wurde später König von Kleinarmenien.
In zweiter Ehe war Herodes von Chalkis verheiratet mit seiner Nichte Berenike (einer Tochter von Agrippa I. und dessen Gattin Kypros). Berenike wurde später – nach dem Tode des Herodes von Chalkis – berühmt als Mätresse des römischen Feldherrn und Kaisers Titus. Aus der Ehe des Herodes von Chalkis mit Berenike stammten die Söhne Berenikianos und Hyrkanos, über deren späteres Schicksal nichts bekannt ist.
Auf die Fürbitte seines Bruders Agrippa I., mit dem er offenbar sein Leben lang in guten Beziehungen stand, erhielt Herodes 44 n. Chr., als er etwa 56 Jahre alt gewesen sein muss, vom römischen Kaiser Claudius die Herrschaft über das in den Libanon-Bergen gelegene Fürstentum Chalkis verliehen. Eine der ersten Maßnahmen des Herodes von Chalkis war es, wie der jüdische Geschichtsschreiber Flavius Josephus berichtet, Silas, den früheren Armeechef und Gefährten seines Bruders Agrippa I., der aber bereits bei diesem wegen seiner allzu großen Ungezwungenheit der Rede in Ungnade gefallen und von ihm ins Gefängnis gesteckt worden war, hinrichten zu lassen. Herodes von Chalkis gilt im Vergleich mit seinem Bruder Agrippa I. als strenger Herrscher, der härter gegen Unruhestifter vorging.
Auf seine Bitte hin erhielt Herodes von Chalkis von Kaiser Claudius nach dem Tode seines Bruders Agrippa I. aus dessen Erbe die Verfügungsrechte über den Tempel in Jerusalem. Diese umfassten insbesondere das Recht, die Hohepriester zu ernennen, und beinhalteten außerdem die Kontrolle über die hohepriesterlichen Prachtgewänder sowie über die Verwaltung des Tempelschatzes (der – nach heutigen Begriffen – ein Milliardenvermögen darstellte). Während seiner Regierungszeit hat Herodes von Chalkis die folgenden Hohepriester ernannt: Joseph den Sohn des Kamus (aus dem Haus Kamithos) und Ananias, den Sohn des Nebedaios.

## Nachfolge
Nach dem Tode des Herodes von Chalkis fiel sein Königreich an seinen Neffen Herodes Agrippa II., den Sohn seines Bruders Agrippa I. Dieser war beim Tode seines Vaters 44 n. Chr. noch zu jung gewesen, um dessen Nachfolge in dem unruhigen Judäa anzutreten, und hatte bisher in Rom gelebt. Judäa war in der Folge in eine römische Provinz umgewandelt und der direkten Herrschaft römischer Prokuratoren unterstellt worden. Der Königssohn Herodes Agrippa II. wurde damit abgefunden, dass er nach 48 n. Chr. das Königreich seines verstorbenen Onkels erhielt.
Aristobulos, der Sohn des Herodes von Chalkis, heiratete später Salome (deren jugendlicher Tanz angeblich für den Tod Johannes des Täufers verantwortlich gewesen sein soll). Er wurde 54 n. Chr. vom römischen Kaiser Nero zum König von Kleinarmenien (Armenia minor), einem weiteren römischen Klientelkönigreich, ernannt.